# Экстерриториальность
Экстерриториа́льность (лат. ex- «из, вне» + territorialis «относящийся к данной территории»; до начала XX века внеземе́льность) — статус физических или юридических лиц, учреждений либо объектов, изъятых из-под действия местного законодательства и подпадающих (частично или в полном объёме) под действие законодательства государства, гражданство которого они имеют.

## Практика и формы экстерриториальности
Обычной практикой экстерриториальности является институт дипломатических и консульских привилегий и иммунитетов.
Однако применительно к данному случаю термин «экстерриториальность» постепенно вытесняется более точными обозначениями различных форм иммунитета от юрисдикции иностранного государства. Это связано с тем, что ранее из принципа экстерриториальности делали вывод о том, что освобождаемое от уголовных, административных и экономических правовых норм соответствующее лицо (или учреждение) считается как бы находящимся на территории государства, гражданство (или национальность, если речь идёт не о физических лицах) которого оно имеет. Поскольку эта юридическая фикция может послужить обоснованием безграничного расширения иммунитетов и привилегий, термин «экстерриториальность» не рекомендуется толковать расширительно.
Согласно положениям Венской конвенции о дипломатических сношениях 1961 года, Венской конвенции о консульских сношениях 1963 года и других многосторонних международных договоров, государства на условиях взаимности освобождают сотрудников дипломатических миссий от действия уголовных, административных и экономических правовых норм принимающей страны (так называемый дипломатический иммунитет).
В истории экстерриториальность также могла быть навязана одним государством другому в одностороннем порядке, причём её действие не ограничивалось дипломатическим персоналом, а включало всех граждан страны (иногда в рамках определённой территории), пользующейся данным правом, и на граждан этой страны фактически не распространялись нормы и законы принимающей страны (неравные договоры).
Экстерриториальностью, например, пользуются военные базы в зарубежных государствах, а также здания, которые занимают учреждения ООН.
В некоторых отраслях международного права экстерриториальность сохранила своё значение. Например, в международном морском праве она применяется для характеристики статуса военного корабля в иностранном порту, поскольку такой корабль и в этом случае рассматривается как плавучая территория государства флага. Согласно статье 32 Конвенции ООН по морскому праву 1982 года военные и другие государственные морские суда (эксплуатируемые в некоммерческих целях) в пределах иностранного территориального моря, если оказались там законным путём, пользуются экстерриториальностью; иммунитет не распространяется на торговые суда и государственные суда, эксплуатируемые в коммерческих целях.
Экстерриториальностью также пользуется и военное воздушное судно, находящееся на иностранной территории с согласия территориального суверена, поскольку оно считается частью территории государства, опознавательные знаки которого имеет. Иммунитет не распространяется на коммерческие воздушные суда.

## Случаи и объекты, на которые распространён принцип экстерриториальности
- Дипломатические представительства
- Неприкосновенность главы государства при визите в другую страну
- Штаб-квартира ООН  в Нью-Йорке, учреждения ООН в Женеве, Вене, Найроби, а также здание Международного Суда ООН в Гааге и здание Международного трибунала по морскому праву в Гамбурге
- Штаб-квартира Межпарламентской Ассамблеи государств — участников Содружества Независимых Государств в Санкт-Петербурге
- Штаб-квартира НАТО в Брюсселе и Штаб объединённых вооружённых сил НАТО в Европе в Монсе
- Базы НАТО в рамках Соглашений о статусе сил
- Комплекс ЦЕРН (Европейского Центра ядерных исследований)
- Международное бюро мер и весов в Севре
- Собственность Ватикана — Латеранская базилика и Латеранский дворец, резиденция Папы Римского в Кастель-Гандольфо, территория ретранслятора Радио Ватикана в Санта-Мария-ди-Галерия и другие объекты на территории Италии
- Головной офис Мальтийского Ордена в Риме
- Военно-морская база США в Гуантанамо
- Европейский центральный банк во Франкфурте-на-Майне
- Штаб-квартира ЕПО в Мюнхене
- Архипелаг Шпицберген в Норвегии